# Крилов Микола Миколайович (лікар)
Крилов Микола Миколайович (15 березня 1926, Жденієво, Воловецький район) — український лікар-хірург.

## Біографія

### Освіта
Народився у верховинському селі Жденієво на Воловеччині. П'ятирічним хлопчиком вступив до першого класу народної школи в селі Перехресне, де його батько був директором. Після закінчення п'ятого класу став учнем Мукачівської реальної гімназії, яку закінчив 1945 року.
Коли було створено перший в історії Закарпаття державний університет у 1945 році, Микола Миколайович проходив підготовчі курси до вступу в університет, працював лаборантом на кафедрі нормальної анатомії людини і був зарахований студентом 1 курсу медичного факультету.
Навчаючись і працюючи на кафедрі загальної хірургії, одержав диплом лікаря в 1952 році.

### Робота в селі Довге
Після закінчення університету був призначений лікарем-ординатором у дільничну лікарню селі Довге Іршавського району в туберкульозне відділення легеневого туберкульозу. Через рік був направлений на спеціалізацію з хірургії в мукачівську лікарню, продовжуючи навчання під керівництвом висококваліфікованих лікарів: хірурга Вітенбергера, терапевта Ясинецького, кандидата медичних наук Руденка, рентгенолога Мішкольці, які допомогли йому розвинути практичні навички в медицині.
Після практичного навчання повернувся в село Довге на попереднє місце роботи. Тут його було призначено головним лікарем. Крім лікувальної справи, займався будівництвом нової дільничної лікарні, в якій було відкрито пологове, дитяче, загальне для дорослих відділення, операційну, лабораторію, рентгенкабінет та інші медичні кабінети, де надавалася допомога мешканцям села Довге та навколишніх сіл.
Обирався депутатом сільської та районної рад, головою комісії з охорони здоров'я району.
Був добре знайомий із композитором Михайлом Машкіним, із яким організував ансамбль дільничної лікарні.
Після 9 років праці в Довгому був переведений на посаду завідувача тубдиспансеру міської лікарні в Мукачеві. Тут працював лікарем-фтизіатром району на сільських дільницях з 1961 по 1970 рік.

### Робота в Мукачеві
У липні 1970 року Миколу Крилова було призначено головним лікарем Мукачівської центральної районної лікарні (ЦРЛ), яку було реорганізовано в 1978 році як для міста, так і для району. Працював головним лікарем ЦРЛ до 1986 року.
У Мукачеві він обирався депутатом міської ради, членом міськкому партії.
Працюючи головним лікарем у Мукачеві, займався будівництвом і добудовою поліклініки, нового пологового будинку на 100 ліжок, нового районного терапевтичного корпусу, нової стоматологічної поліклініки на території ЦРЛ, нового корпусу для допоміжних служб (лабораторії, аптеки, фізіотерапії та урологічного відділення), які знаходилися в тісних приміщеннях. Збудовано газову котельню, пральню. Доведено лікувальні приміщення до 1300 ліжкомісць.
Під керівництвом Миколи Крилова колектив ЦРЛ займав призові місця серед колективів охорони здоров'я області з надання висококваліфікованої медичної допомоги людям міста і району, впровадження добросовісного ставлення до хворого. У колективі була добре поставлена й організована спортивна робота, художня самодіяльність, змішаний хор із 50 хористів. Була організована робота Червоного хреста в місті, а в селі — донорство.

## Відзнаки
За досягнуті успіхи на ниві охорони здоров'я Микола Крилов нагороджений орденом «Знак пошани», медалями «За доблестньй труд», «Ветеран праці», ювілейною медаллю до 50-річчя «Общества Красного креста и Красного полумесяца СРСР», «Відмінник охорони здоров'я» та багатьма грамотами області, району, міста.
Йому присвоєно звання почесного громадянина міста Мукачева.